# Cilunculus antillensis
Cilunculus antillensis är en havsspindelart som beskrevs av Stock, J.H. 1955. Cilunculus antillensis ingår i släktet Cilunculus och familjen Ammotheidae. Inga underarter finns listade i Catalogue of Life.